# Escola Francesa d'Atenes
L'Escola Francesa d'Atenes o École française d'Athènes (EfA) (en grec: Γαλλική Σχολή Αθηνών), és un dels disset instituts d'arqueologia estrangers que operen en Atenes (Grècia). Va ser creada el 1846 i va ser la primera institució d'aquest tipus a Atenes. El seu objectiu és promoure l'estudi de la llengua, la història i les antiguitats gregues.
Té un programa d'activitats de recerca en tots els camps dels estudis sobre Grècia, però sobretot en arqueologia, epigrafia i els estudis clàssics. La seva biblioteca conté 80.000 volums, 550.000 fotografies i 35.000 mapes.

## Institución educativa
Al contrari del que succeeix amb altres institucions estrangeres d'Atenes, l'EfA és, més que un simple centre de recerca, una facultat universitària. Formalment es defineix com un Établissement public à caractère scientifique, culturel et professionnel dintre del sistema educatiu francès.

## Treball de camp arqueològic

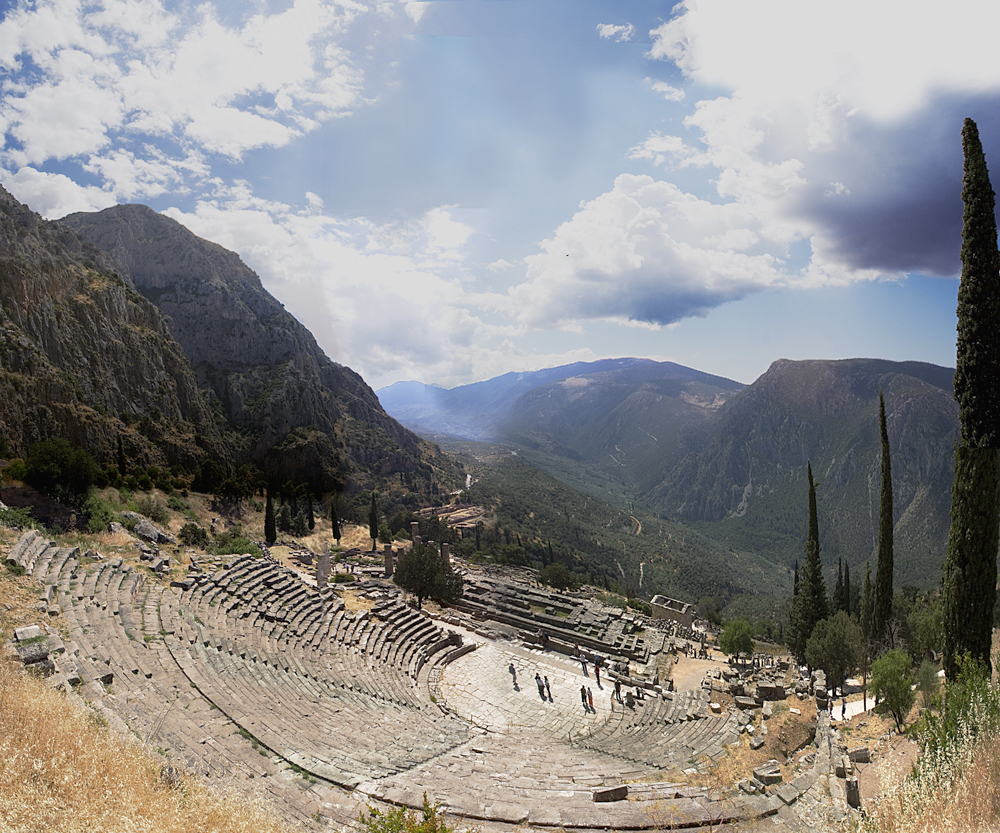
L'Escola Francesa d'Atenes porta treballant en el jaciment de Delfos des del.

Des de la seva fundació l'EfA ha estat involucrada en molts projectes arqueològics a Grècia, incloent excavacions a Filipi, Dikili Tash (tots dos a Macedònia), el santuari de Samotràcia i Tassos (en les illes del nord de la mar Egea), Delfos (Grècia central), Argos (Peloponès), Delos (Cíclades), Malia (Creta), així com a Amathus a Xipre.